# Брегова охрана
Брегова охрана, съкращавано като БО или БОхр / БОХР, е специализирана военизирана служба в редица държави, предназначена за граничен контрол и охрана на бреговете и акваториите на съответната държава.
Контролира съблюдаването на правовия режим в териториалните и вътрешните води, Изключителната икономическа зона и континенталния шелф, намиращи се под юрисдикцията на държавата, подсигуряване на безопасността на плаване в териториалните води, оказване на помощ на съдовете и летателните апарати, търпящи бедствие, разузнаване на атмосферните условия, охрана на риболовството, а също и борба с контрабандата.
За изпълнение на своите задачи органите на БОХР използват стражеви кораби, ледоразбивачи, буксири, патрулни катери, самолети и вертолети.
В някои държави бреговата охрана във военно време се являва резерв на ВМС (например Бреговата охрана на САЩ).
Във военно време БОХР се привлича към борба с подводници, прикритие на крайбрежните комуникации и крайбрежието, отбрана на акваторията на базите, пристанищата и стоянките, провеждане на издирвателно-спасителни операции.

## Русия
Бреговата охрана към граничната служба на ФСБ на Русия е орган на граничната служба на Федералната служба за сигурност на Русия.
Целта на формированието на тези органи е създаването на съвременна комплексна и многофункционална система за защита на националните интереси на Русия на граничната територия (морско крайбрежие), във вътрешните морски води и в териториалните морета, в изключителната икономическа зона и в континенталния шелф на Русия, подсигуряване на благоприятни условия за осъществяване на законна икономическа, добивна и друга дейност в морското гранично пространство на Русия.
Органите на морската охрана на Граничната служба имат в своя състав гранични стражеви кораби и катери, предназначени за носене на служба в моретата, реките и езерата, гранични кораби и катери за снабдяване, патрулни съдове и катери от различни класове и проекти. Основни от тях са:
- кораби от проектите: 97П, 1135.1, 745, 1241.2, 1208, 205П, 10410, 1248;
- катери от проектите: 1496, PM376, П1415, 1400, 371У;
- патрулни съдове и катери от проектите: 502, 13031, „Командор“, „Ураган“;
- снабдителни кораби и катери от проектите: 1595, 16900A, 16931, 1481.

## В културата
- Филм „Спасителен отряд“ (The Guardian) (2006, САЩ)
- Сериал „Береговая охрана“ (2013, Русия)